# Cecilia Rouse
Cecilia Elena Rouse (Walnut Creek, 18 dicembre 1963) è un'economista statunitense, preside della Princeton School of Public and International Affairs presso la Princeton University e nominata da Joe Biden presidente del Consiglio dei consulenti economici nel novembre 2020.

## Biografia
Rouse è cresciuta a Del Mar, California, e si è diplomata alla Torrey Pines High School nel 1981. Ha due fratelli: Forest Rouse, un fisico, e Carolyn Rouse, antropologa e docente all'Università di Princeton. Suo padre è un fisico di ricerca che ha ricevuto il dottorato di ricerca dal California Institute of Technology nel 1956. Sua madre lavorava come psicologa scolastica.
Rouse ha conseguito un Bachelor of Arts in economia presso l'Università di Harvard nel 1986 e un dottorato di ricerca in economia nel 1992. Dopo il dottorato, Rouse è entrata a far parte della facoltà dell'Università di Princeton. 
Rouse è stata membro del Consiglio dei consiglieri economici del presidente Barack Obama dal 2009 al 2011. Prima di lavorare nell'amministrazione Obama, Rouse ha prestato servizio nel Consiglio economico nazionale sotto il presidente Bill Clinton dal 1998 al 1999. 
Rouse è il preside della Princeton School of Public and International Affairs e il Lawrence and Shirley Katzman and Lewis and Anna Ernst Professor in the Economics of Education. È la direttrice fondatrice della Sezione di ricerca sull'istruzione dell'Università di Princeton, è membro della National Academy of Education e associata di ricerca del National Bureau of Economic Research. I suoi principali interessi di ricerca sono nell'economia del lavoro con particolare attenzione all'economia dell'istruzione. Rouse è stata redattrice del Journal of Labor Economics e senior editor di The Future of Children. È membro del consiglio di amministrazione di MDRC, direttore del T. Rowe Price Equity Mutual Funds e membro del consiglio di amministrazione del T. Rowe Price Fixed Income Mutual Funds. 
Il presidente Joe Biden l’ha nominata nel novembre 2020 nuovo Direttore del Consiglio dei consulenti economici della Casa Bianca.

## Vita privata
Ha due figlie. Suo marito è Ford Morrison, figlio dell'autrice Toni Morrison.